# Scindapsus schlechteri
Scindapsus schlechteri  K.Krause – gatunek wieloletnich, wiecznie zielonych pnączy z rodziny obrazkowatych, pochodzących z Papui-Nowej Gwinei.